# Lista de governadores das Ilhas Virgens Americanas
Esta é uma lista dos governadores das Ilhas Virgens Americanas.

## Governadores nomeados (1917-1970)
- 1917 -   1917  Edwin Taylor Pollock
- 1917 -   1919  James Harrison Oliver
- 1919 -   1921  Joseph Wallace Oman
- 1921 -   1922  Sumner Ely Wetmore Kittelle
- 1922 -   1923  Henry Hughes Hough
- 1923 -   1925  Philip Williams
- 1925 -   1927  Martin Edwin Trench
- 1927 -   1931  Waldo A. Evans
- 1931 -   1935  Paul Martin Pearson
- 1935 -   1935  Robert Herrick (acting)
- 1935 -   1940  Lawrence William Cramer
- 1940 -   1941  Robert Morss Lovett (acting)
- 1941 -   1945  Charles Harwood
- 1946 -   1949  William H. Hastie
- 1949 -   1954  Morris Fidanque de Castro
- 1954 -   1955  Archibald A. Alexander
- 1955 -   1955  Charles K. Claunch (acting)
- 1955 -   1958  Walter A. Gordon
- 1958 -   1961  John David Merwin
- 1961 -   1969  Ralph Moses Paiewonsky
- 1969 -   1969  Cyril Emanuel King (acting)
- 1969 -   1970  Melvin Herbert Evans, continuou como primeiro governador eleito

## Governadores eleitos
| Nº | Governador              | Inicio do mandato     | Fim do mandato       | Partido                                                                   |
| -- | ----------------------- | --------------------- | -------------------- | ------------------------------------------------------------------------- |
| 1. | Melvin Herbert Evans    | 1 de novembro de 1970 | 6 de janeiro de 1975 | Republicano                                                               |
| 2. | Cyril King              | 6 de janeiro de 1975  | 2 de janeiro de 1978 | Movimento dos Cidadãos Independentes                                      |
| 3. | Juan Francisco Luis     | 2 de janeiro de 1978  | 5 de janeiro de 1987 | Movimento dos Cidadãos Independentes (1978-1979) Independente (1979-1995) |
| 4. | Alexander Farrelly      | 5 de janeiro de 1987  | 2 de janeiro de 1995 | Democrata                                                                 |
| 5. | Roy Lester Schneider    | 2 de janeiro de 1995  | 4 de janeiro de 1999 | Republicano                                                               |
| 6. | Charles Wesley Turnbull | 4 de janeiro de 1999  | 1 de janeiro de 2007 | Democrata                                                                 |
| 7. | John de Jongh           | 1 de janeiro de 2007  | 5 de janeiro de 2015 | Democrata                                                                 |
| 8. | Kenneth Mapp            | 5 de janeiro de 2015  | 7 de janeiro de 2019 | Independente                                                              |
| 9. | Albert Bryan            | 7 de janeiro de 2019  | incumbente           | Democrata                                                                 |